# Fierek

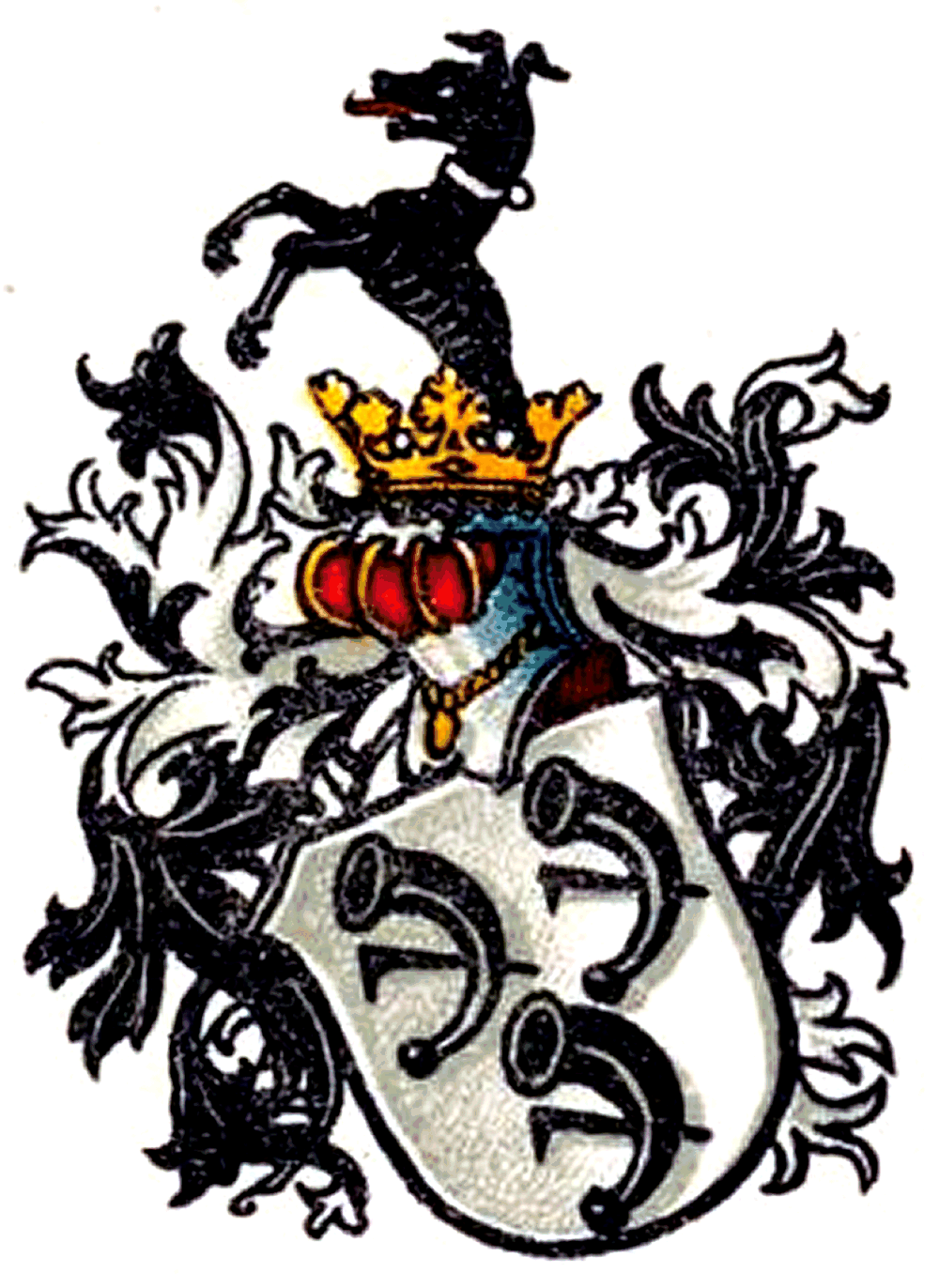
herb rodu Vieregg (Viereck)

Fierek – pomorski ród, po raz pierwszy wzmiankowany na Pomorzu Gdańskim w 1642 roku. W XVIII wieku gniazdem rodu stała się Mosna koło Czerska. Na przestrzeni wielu lat nazwisko było pisane w wersji: Fierek, Firek, Viereck Vierek. Doktor Henryk Fierek prekursor badań genealogicznych rodu wysunął dwie wersje co do pochodzenia. Pierwsza wersja najbardziej prawdopodobna mówi że rodzina Fierek pochodzi od szlacheckiej rodziny Vieregg (Viereck) z Meklenburgii, druga mówi że Fierkowie wywodzą się z miejscowych zamożnych chłopów gburów. Przedstawicielem rodu Vieregg (Viereck) z Meklenburgii jest poseł pruski Adam Viereck. Rodzina Fierek spotyka się na corocznych zjazdach, pierwszy się odbył 2000roku. W 2023 roku odbył się XX jubileuszowy Zjazd rodu w Słupi koło Debrzna.